# 왕장 (태상)
왕장(王臧, ? ~ ?)은 전한 중기의 관료이다.

## 행적
원광 원년(기원전 134년), 태상에 임명되었다.

## 출전
- 반고, 《한서》 권19하 백관공경표 下

| 전임 정 | 전한의 태상 기원전 134년 ~ 기원전 131년? | 후임 장광국 |